# Kozala
Kozala je mjesni odbor Grada Rijeke.

## Vijeće mjesnog odbora
Vijeće mjesnog odbora ima pet članova s predsjednikom Lorisom Rakom (SDP).

## Spomenici i znamenitosti
- Crkva sv. Romualda i Svih Svetih
- Kalvarijske stube

Naziv Goljak za taj brijeg izgubio se nakon što su od 1627. godine riječki isusovci izgrađivali na vrhu brijega Kalvariju, do koje su vodile duge stepenice s kapelama-poklonicima sa strane. Te kalvarijske stube nastale su kao pandan trsatskim u vremenu protureformacije kada su se franjevci i isusovci intenzivno angažirali oko propagande rimokatoličke vjere. Na brijegu, do kojega vode stube (Uspon M. Buonarroti), u prvo su vrijeme bila postavljena tri drvena križa, nešto kasnije tu je bila sagrađena Kalvarija s kamenim kipovima sa strana. Sačuvani se dio te Kalvarije nalazi u sklopu kompleksa naselja kao zaštićeni spomenik kulture. Po Kalvariji je, dakle, od 18. stoljeća brijeg dobio novo ime, da bi u naše vrijeme bio posve neispravno i bez potrebe preimenovan od građevinara u "Kozala II".
- groblje Kozala[3]

## Obrazovanje
- osnovna škola "Kozala"[4]

## Šport
- športska dvorana Dinko Lukarić iz 1974., namijenjena namjena za rukomet, košarku i odbojku
- ženski boćarski klub "Kozala"

Ženski boćarski klub Kozala osnovan je 1983. godine. Usprkos negodovanju i ismijavanju muških kolega na Kozali, osvajale su prva mjesta na turnirima bivše države.
- MRK Kozala, rukometni klub (mrkkozala.hr  Arhivirana inačica izvorne stranice od 3. listopada 2013. (Wayback Machine))
- odbojkaški klub Kozala

## Vanjske poveznice
- Službene stranice
- Interaktivni zemljovid MO[neaktivna poveznica]